# Геранбой
Геранбой (азерб. Goranboy) — город в Азербайджане, административный центр Геранбойского района. Расположен на северо-западе страны, близ железнодорожной станции Герань.

## История
8 сентября 1938 года село Герань было переименовано в Касум-Исмаилово, в честь революционера Касума Исмаилова. С 19 июня 1958 года это — посёлок городского типа Касум-Исмаилов. 
2 августа 1966 года посёлок получил статус города. 12 февраля 1991 года городу было возвращено его историческое название Геранбой.
30 ноября 2022 года утверждён генеральный план развития города до 2039 года.
На 2020 год население составляло 7 400 чел.
На 1 января 2024 года население составило 9 098 чел. Из них 4 587 мужчин, 4 511 женщин.

## Экономика
В городе развито виноделие, садоводство, животноводство, пчеловодство.

## Достопримечательности
- Историко-краеведческий музей